# Eustema opaca
Eustema opaca är en fjärilsart som beskrevs av William Schaus 1922. Eustema opaca ingår i släktet Eustema och familjen tandspinnare. Inga underarter finns listade i Catalogue of Life.